# 命运三女神

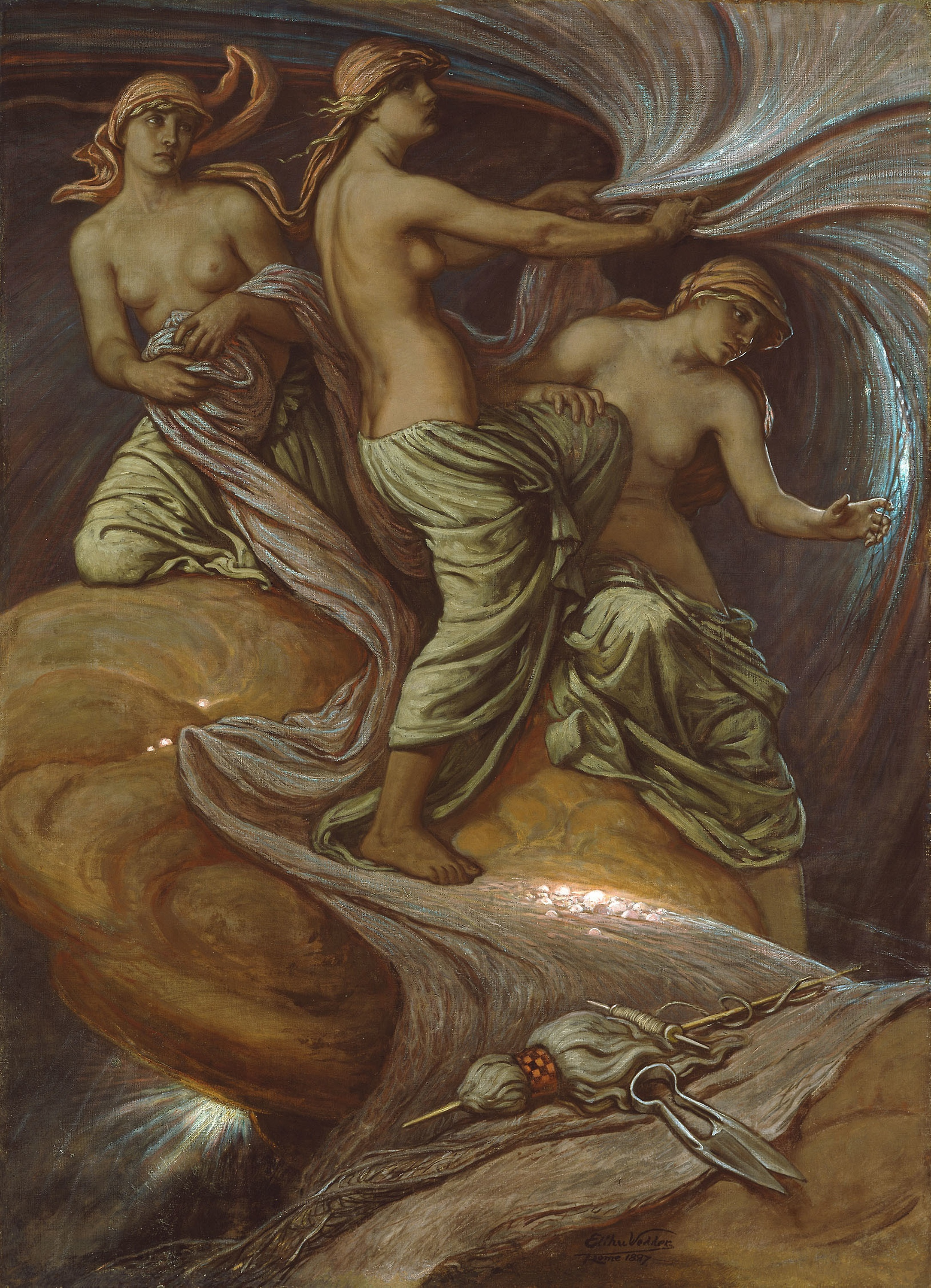
命运三女神

命运三女神是經常在欧洲多神教中出現的三位女神。在這些宗教或神話中，每個人的命運由命运三女神主宰。而在這些宗教或神話中，這三位女神一般是姐妹。在一些以宗教為主題的畫作中，命运三女神通常以少女形象示人。 